# Стефанович, Любиша
Лю́биша Стефа́нович (сербохорв. Ljubiša Stefanović / Љубиша Стефановић; 4 января 1910, Белград, Королевство Сербия — 17 мая 1978, Ницца, Франция) — югославский футболист и тренер, участник чемпионата мира 1930 года.

## Карьера

### Клубная
Любиша Стефанович провёл три сезона, играя в чемпионате Югославии за белградские клубы «Вардар», «Единство», и «БСК», после чего уехал во Францию. Его карьера продолжалась до 1939 года в пяти различных командах первой лиги французского чемпионата.

### В сборной
В составе сборной Югославии Любиша Стефанович принял участие в первом чемпионате мира по футболу. Он выходил на поле во всех трёх матчах югославской сборной на турнире, а также сыграл в товарищеском матче против сборной Аргентины после окончания чемпионата.
| Матчи и голы Любиши Стефановича за сборную Югославии | Матчи и голы Любиши Стефановича за сборную Югославии | Матчи и голы Любиши Стефановича за сборную Югославии | Матчи и голы Любиши Стефановича за сборную Югославии | Матчи и голы Любиши Стефановича за сборную Югославии | Матчи и голы Любиши Стефановича за сборную Югославии | Матчи и голы Любиши Стефановича за сборную Югославии |
| ---------------------------------------------------- | ---------------------------------------------------- | ---------------------------------------------------- | ---------------------------------------------------- | ---------------------------------------------------- | ---------------------------------------------------- | ---------------------------------------------------- |
| №                                                    | Дата                                                 | Место проведения                                     | Соперник                                             | Счёт                                                 | Голы                                                 | Турнир                                               |
| 1                                                    | 14 июля 1930                                         | Монтевидео, Уругвай                                  | Бразилия                                             | 2:1                                                  | -                                                    | Чемпионат мира 1930                                  |
| 2                                                    | 17 июля 1930                                         | Монтевидео, Уругвай                                  | Боливия                                              | 4:0                                                  | -                                                    | Чемпионат мира 1930                                  |
| 3                                                    | 27 июля 1930                                         | Монтевидео, Уругвай                                  | Уругвай                                              | 1:6                                                  | -                                                    | Чемпионат мира 1930                                  |
| 4                                                    | 3 августа 1930                                       | Буэнос-Айрес, Аргентина                              | Аргентина                                            | 1:3                                                  | -                                                    | Товарищеский матч                                    |

Итого: 4 матча / 0 голов; 2 победы, 0 ничьих, 2 поражения.

### Тренерская
Стефанович также работал тренером французского «Сета» в период с 1943 по 1946 гг.